# タイワンドジョウ
タイワンドジョウ（台湾鰌、台湾泥鰌、英:Blotched snakehead、学名：Channa maculata）は、スズキ目タイワンドジョウ科に属する淡水魚の一種。カムルチーなどを合わせ、「ライギョ（雷魚）」とも呼ばれる（他に、ライヒー、タイワンなど）。日本には元来生息せず、外来種として生息する。導入当時には「チョウセンナマズ」とも呼ばれた。

## 分布
中国福建省以南、ベトナム、フィリピンなどが原産地である。日本、ハワイ、マダガスカルに移入されて定着している。
日本には1906年に台湾から大阪府に移入された。現在の日本での生息地は沖縄県、香川県、兵庫県、和歌山県の4県である。21世紀初頭の時点では、タイワンドジョウは移入された区域からそれほど広範には広がっていない。

## 特徴・形態
全長は40-60cmであり、体は前後に細長い円筒形をしている。背鰭と尻鰭は他のスズキ目のような棘条が発達しない。また、背鰭と尻鰭の基底も長く、背鰭は胴体のほとんど、尻鰭も胴体の後半部分に及ぶ。腹鰭は小さい。口は大きく、下顎が上顎よりも前に突き出ており、鋭い歯が並ぶ。口の中へ手を入れると噛みつかれて出血することがあるので、漁獲時などの生体の取り扱いは十分な注意が必要である。

### カムルチーとの違い
全長は本種は60cm程度までで、カムルチーは1mを超えることもある。また、カムルチーよりも体側の暗斑が細長く、数が多い傾向があり、ほぼ3列に並ぶ。本種の背鰭軟条数は40-44本であるのに対して、カムルチーでは45-54本である。また、本種の臀鰭軟条数は26-29本であるのに対して、カムルチーは31-35本である。
一方で、本種とカムルチーとの交雑個体も確認されており、両種を別種とする扱い方に疑問を呈する意見もある。

## 生態・生息環境
水流が無い（静水域）、もしくは緩やか（緩流域）で、ハスなどの水生植物が繁茂する水域に好んで生息する。湖沼・池・河川の中下流域や湾処、溜池などに生息する。
朝や夕方の薄暗い時間帯、または水が濁っている時に活発に活動する。
食性は基本的に魚食性だが、他にも甲殻類、昆虫類、カエル、亀
など水生動物のほかときには水鳥の雛やネズミなどの小動物など幅広く捕食する。
水底にじっと潜み、水中や水面を通りかかる獲物に飛びかかる。多くの文献等ではその姿形から獰猛というイメージもあるが、警戒心が強く臆病な面もある。カムルチーと同様に産卵は夏に行われ、浮葉植物の浮葉をよけて巣を作り、浮性卵を産む。親魚は雌雄ともに卵及び仔稚魚を保護する。生息に適した環境が汚染によって減少しているため、最近は数が減っている。

### 空気呼吸
空気呼吸ができる。外見ではわからないが、鰓に近接した頭部の腔所に「上鰓器官」（じょうさいきかん、suprabranchial organ）と呼ばれる血管の発達した粘膜のひだをもつ。なお、同じスズキ目でもタイワンドジョウ亜目に近縁のキノボリウオ亜目（アナバス類）も、同様の上鰓器官を持つ。
水面に口を出して空気を吸い込み、これを上鰓器官に送り込んで酸素を直接摂取する。その後は器官内を一旦水で満たして古い空気を追い出し、水を排出してから新しい空気を吸い込む。
空気呼吸ができるため溶存酸素量が少ない劣悪な水環境でも生存できる。ただし体内の呼吸で発生する二酸化炭素は主に鰓から水中に排出するため、上鰓器官だけでは生存できない。一方、鰓だけでも生存に必要な酸素を得ることができず、網に掛かるなどして空気呼吸が阻害されると溺死する。

## 名称
- 和名のタイワンドジョウは、台湾から移入した、（ドジョウのような生息環境と体色の）魚という意。「ドジョウ」の名があるが、コイ目・ドジョウ科に分類されるドジョウとは全く異なる。
- 別名、「雷魚」の名の由来は、悪天候時に行動することから「雷を呼ぶ」と見られたからとも、獰猛な捕食行動が「雷が鳴るまでくわえた獲物を離さない」と見られたからともいわれる。
- 「鱧」は日本ではハモという意だが、中国では本種、タイワンドジョウを表す。
- 中国名は鱧魚、斑鱧、南鱧、鱧、臺灣鱧魚、雷魚、南方蛇頭魚など。
- ベトナム名は Cá lóc Việt Nam（「ベトナム雷魚」の意）

## 利用
分布域各地で食用にされる。美味といわれ、養殖も行われている。ただし有棘顎口虫という寄生虫の中間宿主なので、刺身等で生食すると顎口虫症になる危険性があるので必ず火を通す。
食用以外にも、各地でルアーフィッシングの対象魚となっている。日本ではカエルを針につけて釣りをするポカン釣りという釣りの方法もある。